# Bruno Walter

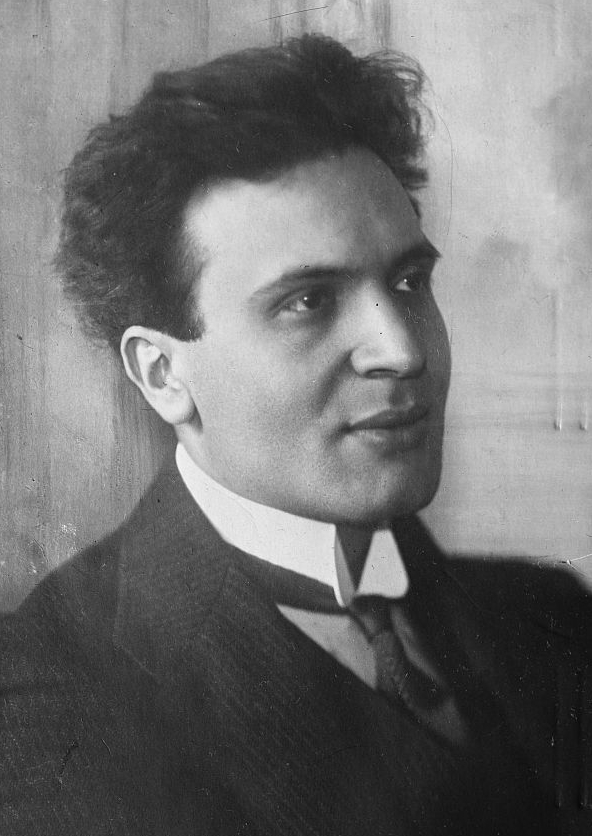
Bruno Walter arcképe

Bruno Walter (eredetileg: Schlesinger), (Berlin, 1876. szeptember 15. – Beverly Hills, Kalifornia, 1962. február 17.) német karmester, zeneszerző. A legkiválóbb Mozart és Mahler – előadók egyike.

## Életpályája
Tanulmányait a berlini Stern-féle konzervatóriumban végezte. Operakarmesterként helyezkedett el. Pályájának első állomásai: Köln, Hamburg, Breslau, Pozsony, Riga, Berlin. 1901–1912 folyamán Bécsben udvari karnagy volt, Mahler irányítása alatt; ő vezette a Singakademie-t is. 1913-ban Felix Mottl utódaként Münchenben főzeneigazgató lett. Itt különösen Mozart-előadásaival szerzett világhírt. Miután 1922-ben megvált állásától, sokat utazott. Főleg Hollandiában, Belgiumban, Svájcban, Olaszországban és Franciaországban vendégszerepelt sokat. Budapesten is dirigálta a Mozart-ciklust a Népoperában. 1925-től Berlin-Charlottenburgban a Städtische Oper igazgatójaként, majd 1929 - 1930-tól a lipcsei Gewandhaus-zenekarnál dolgozott. 1933-ban Bécsbe emigrált, ahol a Staatsoper karnagya lett. Ausztria náci megszállása után Párizsba ment; megkapta a francia állampolgárságot. 1939-ben az Amerikai Egyesült Államokba költözött, ahol vezető szimfonikus zenekarok, így 1947-től a New York-i Filharmonikusok vezető karnagya volt. 1940 óta amerikai állampolgár volt. 1948-tól szerepelt ismét Európában.

## Zeneművei
Írt kamarazeneműveket, dalokat, szimfóniákat.

## Írásai
- Gustav Mahler (1936)
- Theme and Variations (önéletrajz; 1946)
- Von der Musik und Musizieren (1957)

## Magyarul
- Téma variációkkal. Emlékezések és gondolatok; ford. Gál Zsuzsa; Zeneműkiadó, Bp., 1966
- Gustav Mahler; ford. Fazekas Anna, függelék Meixner Mihály; Gondolat, Bp., 1969 (Kis zenei könyvtár)
- Bruno Walter levelei 1894-1962; bev. Wolfgang Stresemann, ford. Soltész Gáspár, magyar kiad. bev. Hamburger Klára; Gondolat, Bp., 1972